# Caryota no
Caryota no är en enhjärtbladig växtart som beskrevs av Odoardo Beccari. Caryota no ingår i släktet Caryota och familjen Arecaceae. IUCN kategoriserar arten globalt som livskraftig. Inga underarter finns listade i Catalogue of Life.